# Dolîneanî, Rohatîn
Dolîneanî (în ucraineană Долиняни) este o comună în raionul Rohatîn, regiunea Ivano-Frankivsk, Ucraina, formată numai din satul de reședință.

## Demografie
Componența lingvistică a comunei Dolîneanî
     Ucraineană (99,61%)
     Alte limbi (0,39%)
Conform recensământului din 2001, majoritatea populației comunei Dolîneanî era vorbitoare de ucraineană (99,61%), existând în minoritate și vorbitori de alte limbi.